# Teresa Casati
Teresa Casati (Milano, 17 settembre 1787 – Buccinigo, 26 settembre 1830) è stata una nobildonna italiana, moglie del celebre patriota Federico Confalonieri e sorella dell'altrettanto celebre patriota Gabrio Casati.

## Biografia
Teresa era figlia primogenita di Gaspare Casati (1756-1808) e della sua prima moglie Maria, dei marchesi Orrigoni da Ello (1765-1793). Era quindi sorella maggiore di Gabrio Casati.
Il 14 ottobre 1806 sposò Federico Confalonieri, detto il "Conte Aquila", noto patriota. In seguito divenne dama di Corte al servizio della viceregina d'Italia Augusta di Baviera, figlia di re Massimiliano I Giuseppe di Baviera. Dal matrimonio nacque un solo figlio, Francesco (14 agosto 1807 - 2 giugno 1813) che morì in circostanze poco chiare che diedero adito a vari pettegolezzi.
Le simpatie iniziali per il regime napoleonico si andarono via via spegnendo per influenza del marito, del quale condivideva le posizioni liberali.
Dopo la condanna capitale di Federico, nel 1823 Teresa si recò più volte a Vienna dalla coppia imperiale, composta da Francesco I d'Asburgo e Carolina Augusta di Baviera, per impetrare la grazia sovrana.
Nel 1824 la condanna di Federico Confalonieri fu commutata nel carcere a vita nello Spielberg.
Negli anni seguenti Teresa si prodigò per ottenere una diminuzione della pena del marito. Nel 1829, fallito il progetto di evasione che aveva ordito, si rivolse ad Alessandro Manzoni perché componesse una supplica a Francesco I. Lo scritto manzoniano, composto il 12 febbraio 1830, non ricevette risposta e dopo qualche mese Teresa morì nel palazzo dei marchesi Vidiserti, già Carpani, presso Erba, sfibrata dai vari tentativi di soccorrere il consorte allo Spielberg.
Manzoni dettò anche il suo epitaffio tombale, collocato sulla parete posteriore del tempietto dorico, presso il monumentale Mausoleo Casati Stampa di Soncino nel cimitero urbano di Muggiò (Monza e Brianza).